# SV Cosmos
SV Cosmos is een Surinaamse voetbalclub. De thuisbasis van de club is het Dr. Ir. Franklin Essed Stadion in Paramaribo. De club heette voorheen SV Road. 
Cosmos degradeerde aan het eind van het seizoen 2006-07 uit de SVB-hoofdklasse en het seizoen erna uit de SVB-Eerste Klasse.